# Moritz Volz
Moritz Volz (Siegen, 21 gennaio 1983) è un allenatore di calcio, dirigente sportivo ed ex calciatore tedesco, di ruolo difensore.

## Carriera

### Giocatore

#### Nazionale
Ha partecipato agli Europei Under-21 del 2004 ed a quelli del 2006.

## Palmarès

### Club

#### Competizioni nazionali
- FA Youth Cup: 1

Arsenal: 2000-2001